# Mirko Englich
Mirko Englich (Witten, 28 de agosto de 1978) es un deportista alemán que compitió en lucha grecorromana. Estaba casado la luchadora Yvonne Hees.
Participó en dos Juegos Olímpicos de Verano, obteniendo la medalla de plata en Pekín 2008, en la categoría de 96 kg, y el 11.º lugar en Atenas 2004.
Ganó dos medallas de plata en el Campeonato Europeo de Lucha, en los años 2003 y 2008.

## Palmarés internacional
| Juegos Olímpicos   | Juegos Olímpicos               | Juegos Olímpicos | Juegos Olímpicos |
| Año                | Lugar                          | Medalla          | Categoría        |
| ------------------ | ------------------------------ | ---------------- | ---------------- |
| 2008               | Pekín (China)                  | Medalla de plata | 96 kg            |
| Campeonato Europeo |                                |                  |                  |
| Año                | Lugar                          | Medalla          | Categoría        |
| 2003               | Belgrado (Serbia y Montenegro) | Medalla de plata | 96 kg            |
| 2008               | Tampere (Finlandia)            | Medalla de plata | 96 kg            |